# Стелиян Попчев
Стелиян Попчев е български футболист, защитник.

## Кариера
Юноша на Берое, играе в редица български отбори, през 2022 г. заема длъжността административен директор в Берое.